# Холдридж, Лесли
Лесли Ренселлер Холдридж (англ. Leslie Ransselaer Holdridge; 29 сентября 1907 года, Ледьярд, Коннектикут, США — 19 июня 1999 года, Истон, Мэриленд, США) — американский ботаник и климатолог. Сын Самуэля Холдриджа (Samuel Eneas Holdridge) и Фиби Холмс (Phebe J. Holmes), отец композитора Ли Холдриджа. Известен как создатель схемы классификации природных сообществ в зависимости от климатических параметров.

## Схема Холдриджа
В своей известной работе 1947 года Хордридж классифицировал типы природных сообществ в зависимости от трёх климатических параметров:
- Среднегодовое количество осадков;
- Среднегодовая биотемпература;
- Потенциально-эвапотранспирационное отношение.